# Robert Springer
Robert Clyde Springer (Saint Louis, 21 de maio de 1942) é um ex-astronauta, piloto de testes e aviador naval norte americano, veterano de duas missões espaciais.

## Marinha
Formado pela Academia Naval dos Estados Unidos em Annapolis em 1964, serviu como piloto no Corpo de Fuzileiros Navais dos Estados Unidos após treinamento básico no quartel-general, em Quantico, Virgínia. Designado para o Vietnã, realizou mais de 300 missões de combate pilotando jatos F-4 Phantom II durante a guerra. Em 1968 atuou como conselheiro dos fuzileiros navais sul-coreanos no Vietnã, voando em mais de 250 missões de combate em helicópteros Huey. Nos anos 70, além de continuar pilotando Hueys baseado na Califórnia e na ilha de Okinawa, no Japão, e F-4s na Carolina do Sul, integrou a Navy Fighter Weapons School, conhecida popularmente como TOPGUN. Em 1975 formou-se como piloto de testes na prestigiosa Escola de Piloto de Teste Naval dos Estados Unidos, em Patuxent River, Maryland; nesta função voou em mais de 20 aeronaves diferentes, de aviões a helicópteros, e fez os primeiros testes em voo do Bell AH-1 SuperCobra. No fim dos anos 70 serviu como planejador operacional dos Fuzileiros Navais na OTAN e no Oriente Médio.

## NASA
Springer tornou-se astronauta da NASA em 1981, primeiramente assumindo funções em terra, como reserva da tripulação da missão STS-3 Columbia em 1982 e participando de vários aspectos do desenvolvimento final do Canadarm, o braço robótico do compartimento de carga do ônibus espacial. Entre 1984 e 1985 participou de sete missões do ônibus espacial atuando como Capcom no Centro Espacial Lyndon B. Johnson em Houston.
Em 13 de março de 1989 fez seu primeiro voo ao espaço como especialista de missão na STS-29 Discovery, uma missão de cinco dias que colocou em órbita o satélite de comunicações Tracking and Data Relay Satellite e realizou outras demais experiências científicas. Um ano e meio depois voltou ao espaço na STS-38 Atlantis, uma missão com o transporte à órbita de carga secreta para o Departamento de Defesa dos Estados Unidos. Em suas duas missões acumulou um total de 237 horas no espaço.
Springer se aposentou da NASA e dos Fuzileiros em dezembro de 1990  e atualmente trabalha como diretor de sistemas de qualidade na Boeing.